# Hunter Shepard
Hunter Shepard, född 7 november 1995, är en amerikansk professionell ishockeymålvakt som är kontrakterad till Washington Capitals i National Hockey League (NHL) och spelar för Hershey Bears i American Hockey League (AHL).
Han har tidigare spelat för South Carolina Stingrays i ECHL; Minnesota Duluth Bulldogs i National Collegiate Athletic Association (NCAA) och Bismarck Bobcats i North American Hockey League (NAHL).
Shepard blev aldrig NHL-draftad.